# Mirbelia speciosa
Mirbelia speciosa är en ärtväxtart som beskrevs av Dc. Mirbelia speciosa ingår i släktet Mirbelia och familjen ärtväxter.

## Underarter
Arten delas in i följande underarter:
- M. s. ringrosei
- M. s. speciosa